# Sabri Sarıoğlu
Sabri Šarıoğlu (Çarşamba, 26 de julio de 1984), o simplemente Sabri, es un exfutbolista y entrenador turco que jugaba de defensa. Desde 2024 dirige a la selección sub-19 de Turquía.

## Trayectoria
Tras terminar el curso de entrenador, en marzo de 2023 fue nombrado técnico asistente de la selección sub-19 de Turquía y unos meses después, en julio, pasó a dirigir a la selección sub-18. Al año siguiente fue ascendido a la selección sub-19 ejerciendo el mismo cargo.

## Selección nacional
Fue internacional con la selección de Turquía en 44 ocasiones.
Fue convocado para participar en la Eurocopa de Austria y Suiza de 2008, donde disputó cuatro encuentros.

### Participaciones en Eurocopas
| Copa          | Sede            | Resultado   | Partidos | Goles |
| ------------- | --------------- | ----------- | -------- | ----- |
| Eurocopa 2008 | Austria · Suiza | Semifinales | 4        | 0     |

## Clubes

### Como jugador
| Club              | País    | Año       |
| ----------------- | ------- | --------- |
| Galatasaray S. K. | Turquía | 2001-2017 |
| Göztepe S. K.     | Turquía | 2017-2018 |

### Como entrenador
| Club           | País    | Año       |
| -------------- | ------- | --------- |
| Turquía sub-18 | Turquía | 2023-2024 |
| Turquía sub-19 | Turquía | 2024-     |

## Palmarés

### Títulos nacionales
| Título               | Club              | País    | Año  |
| -------------------- | ----------------- | ------- | ---- |
| Superliga de Turquía | Galatasaray S. K. | Turquía | 2002 |
| Copa de Turquía      | Galatasaray S. K. | Turquía | 2005 |
| Superliga de Turquía | Galatasaray S. K. | Turquía | 2006 |
| Superliga de Turquía | Galatasaray S. K. | Turquía | 2008 |
| Supercopa de Turquía | Galatasaray S. K. | Turquía | 2008 |
| Superliga de Turquía | Galatasaray S. K. | Turquía | 2012 |
| Supercopa de Turquía | Galatasaray S. K. | Turquía | 2012 |
| Superliga de Turquía | Galatasaray S. K. | Turquía | 2013 |
| Supercopa de Turquía | Galatasaray S. K. | Turquía | 2013 |
| Copa de Turquía      | Galatasaray S. K. | Turquía | 2014 |
| Superliga de Turquía | Galatasaray S. K. | Turquía | 2015 |
| Copa de Turquía      | Galatasaray S. K. | Turquía | 2015 |
| Supercopa de Turquía | Galatasaray S. K. | Turquía | 2015 |
| Copa de Turquía      | Galatasaray S. K. | Turquía | 2016 |
| Supercopa de Turquía | Galatasaray S. K. | Turquía | 2016 |